# Великобратский
Великобратский — упразднённый хутор в Успенском районе Краснодарского края России. На момент упразднения входил в состав муниципального образования «Успенское сельское поселение». Исключён из учётных данных в 1997 году.

## География
Располагался на левом берегу реки Большая Козьма, на расстоянии примерно 4,5 км (по прямой) к юго-востоку от посёлка Мичуринский.

## История
По данным на 1925 год хутор состоял из 12 дворов, в административном отношении входил в состав сельсовета Союза южных хуторов Успенского района Армавирского округа Северо-Кавказского края. Перепись 1926 года зафиксировала увеличение дворов на хуторе до 18. Административная принадлежность хутора не изменилась.
Постановлением Законодательного Собрания Краснодарского края от 28 января 1997 г. № 516-П хутор исключён из учётных данных.

## Население
По данным переписи 1926 года, на хуторе проживало 88 человек (46 мужчин и 42 женщины), моноэтнический украинский хутор.